# Jens Toornstra
Jens Toornstra (* 4. April 1989 in Alphen aan den Rijn) ist ein niederländischer Fußballspieler. Er steht bei Sparta Rotterdam unter Vertrag.

## Karriere

### Vereine
Toornstra spielte für den niederländischen Amateurklub Alphense Boys in der „Tweede Klasse C“. In seiner letzten Spielzeit für diesen Verein erzielte er zwanzig Tore. Durch seine beeindruckenden Leistungen wurde der Erstligist ADO Den Haag auf ihn aufmerksam. Zunächst glaubten die Scouts von Den Haag nicht, das Toornstra sich zu einem Stammspieler in der Profimannschaft entwickeln könnte, daher wurde er erstmal für die Reservemannschaft verpflichtet.
Im Sommer 2009 folgte dann der Wechsel nach Den Haag; er unterschrieb einen Vertrag bis zum Jahr 2012. Am 12. Februar 2010 kam er zu seinem erhofften Profidebüt gegen Willem II Tilburg. Schnell entwickelte er sich zum Stammspieler und so bekundeten auch Ligakonkurrenten wie AZ Alkmaar, FC Twente Enschede und Roda JC Kerkrade Interesse am jungen Mittelfeldspieler. Doch Toornstra entschied sich weiterhin für ADO und verlängerte am 4. Juli seinen Vertrag vorzeitig bis zum Jahr 2014. Zur Saison 2010/11 bekam er die Trikotnummer 7, die eine Saison zuvor noch Karim Soltani trug, der nach Griechenland abwanderte. Am 30. Januar 2011 erzielte er nach langer Zeit seinen ersten Ligaspieltreffer, beim 5:1-Sieg über Excelsior Rotterdam, zuvor verpasste er kein einziges Ligaspiel. Am 26. Mai erzielte er einen Hattrick bei den nationalen „Europa-League-Playoffs“ gegen den FC Groningen. Nachdem Den Haag das Hinspiel mit 5:1 gewann, verloren sie im Rückspiel mit 1:5. Am Ende sicherte sich Den Haag den Startplatz durch einen 4:2-Sieg nach Elfmeterschießen.
In der Winterpause der Spielzeit 2012/13 wechselte Toornstra zum Ligarivalen FC Utrecht. Dort absolvierte er sein erstes Pflichtspiel am 3. Februar 2013 gegen Twente Enschede. In dieser Partie gelang ihm auf Anhieb der erste Torerfolg für seinen neuen Klub. Toornstra bestritt in seiner ersten Halbserie mit Utrecht insgesamt 12 Ligaspiele, in denen ihm fünf Treffer gelangen.

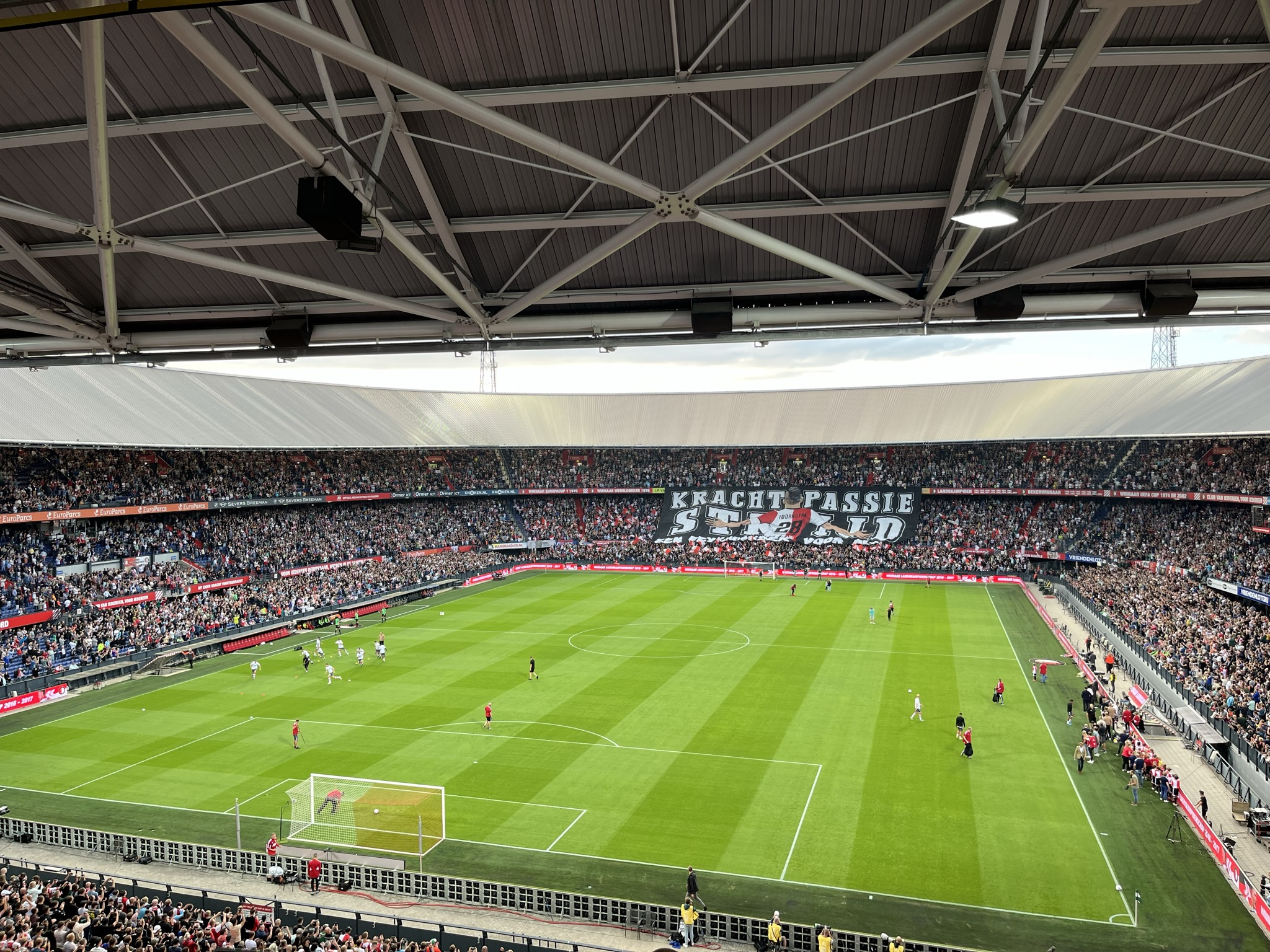
Die Fans von Feyenoord Rotterdam verabschieden Jens Toornstra mit einer Choreografie vor einem Spiel gegen den FC Emmen (2022)

2014 wechselte Toornstra zu Feyenoord Rotterdam. Insgesamt spielte er acht Jahre bei diesem Traditionsverein. Er wurde dort Kapitän und Publikumsliebling und gewann mit dem Verein einmal die niederländische Meisterschaft, zwei Mal den niederländischen Pokal sowie zwei Mal die Johan-Cruyff-Schale (Supercup). Zudem erreichte er das Finale der UEFA Europa Conference League 2021/22.
Insgesamt bestritt er 234 Ligaspiele für Rotterdam, in denen er 55 Tore schoss, vier ligainterne Qualifikationsspiele für den Europapokal, 23 Pokalspiele mit zwei Toren, drei Spiele mit einem Tor um die Johan-Cruyff-Schale und 49 Spiele im Europapokal mit 7 Toren.
In der Saison 2022/23 bestritt er die ersten drei Ligaspiele für Rotterdam. Ende August 2022 wechselte er zurück zum FC Utrecht, wo er einen Vertrag mit einer Laufzeit bis Sommer 2025 mit der Option der Verlängerung um ein weiteres Jahr unterschrieb. Dort bestritt er im Rest der Saison 30 von 33 möglichen Ligaspielen, in denen er ein Tor schoss, sowie drei Pokalspiele mit ebenfalls einem Tor.
Im Sommer 2025 wechselte Toornstra zu Sparta Rotterdam.

### Nationalmannschaft
Am 13. Mai 2010 wurde er das erste Mal für die U-21-Nationalmannschaft für die Spiele gegen Portugal am 18. und 21. Mai berufen. Schon beim Hinspiel am 18. Mai kam er zu seinem ersten Länderspieleinsatz. Sein erstes Länderspieltor erzielte er am 11. August gegen Liechtenstein.
Im Jahr 2013 lief er erstmals für die A-Nationalmannschaft auf. Zu seinem Debüt kam er am 7. Juni bei einem Freundschaftsspiel gegen Indonesien. Vier Tage später durfte er gegen China ein zweites Mal für sein Land spielen. Zu zwei weiteren Einsätzen kam er 2017 bei Freundschaftsspielen gegen Italien und Marokko.

## Erfolge
- Niederländischer Pokalsieger: 2016, 2018
- Niederländischer Meister: 2017
- Gewinner Johan-Cruyff-Schale (niederländischer Supercup): 2018, 2019
- UEFA-Europa-Conference-League-Finalist: 2022